# Двоїста категорія
Двоїста категорія або дуальна категорія, до категорії {\displaystyle C} — категорія {\displaystyle C^{\circ }} з тими ж об'єктами, що і {\displaystyle C} і з множинами морфізмів
{\displaystyle Hom^{\circ }(A,B)=Hom(B,A)} («обернення стрілок»). Композиція морфізмів у {\displaystyle f} і {\displaystyle g} у категорії {\displaystyle C^{\circ }} визначається як композиція {\displaystyle g} і {\displaystyle f} у {\displaystyle C}. Поняття і твердження стосовно категорії {\displaystyle C} замінються двоїстими поняттями й твердженнями у {\displaystyle C^{\circ }}.
Так, поняття епіморфізму двоїсте поняттю мономорфізму, поняття проєктивного об'єкта — поняттю ін'єктивного об'єкта, прямий добуток — прямій сумі і т. д. Контраваріантний функтор на C стає коваріантним на {\displaystyle C^{\circ }}.
Іноді двоїста категорія має безпосередню реалізацію: так, категорія дискретних абелевих груп еквівалентна двоїстій категорії до категорії компактних абелевих груп (двоїстість Понтрягіна), а категорія афінних схем еквівалентна двоїстій категорії до категорії комутативних кілець з одиницею.

## Прилади
- Категорія булевих алгебр еквівалентна двоїстій категорії просторів Стоуна і неперервних функцій.
- Категорія афінних схем еквівалентна двоїстій категорії комутативних кілець.
- Двоїстість Понтрягіна можна обмежити на еквівалентність категорії компактних гаусдорфових абелевих топологічних груп і двоїстій категорії (дискретних) абелевих груп.
- За теоремою Гельфанда — Ноймарка категорія локально вимірних просторів (і вимірних функцій) еквівалентна двоїстій категорії комутативних алгебр фон Неймана.

## Властивості
- {\displaystyle ({\mathcal {C}}\times {\mathcal {D}})^{op}\cong {\mathcal {C}}^{op}\times {\mathcal {D}}^{op}} (див. Категорія добутку)
- {\displaystyle (Funct({\mathcal {C}},{\mathcal {D}}))^{op}\cong Funct({\mathcal {C}}^{op},{\mathcal {D}}^{op})}[1][2] (див. Категорія функторів)
- {\displaystyle (F\downarrow G)^{op}\cong (G^{op}\downarrow F^{op})} (див. Категорія коми)